# Ignazio Gaetano Boncompagni-Ludovisi
Pour les articles homonymes, voir Boncompagni et Ludovisi.
Ignazio Gaetano Boncompagni-Ludovisi (né le 18 janvier 1743 à Rome, dans les États pontificaux, et mort dans la même ville le 9 août 1790) est un cardinal italien du XVIIIe siècle.

## Biographie
Le pape Pie VI le crée cardinal in pectore lors du consistoire du 17 juillet 1775. Sa création est publiée le 13 novembre de la même année. Boncompagni-Ludovisi est secrétaire d'État du Saint-Siège de 1785 à 1789. Il n'a participé à aucun conclave.